# August Freiherr von Schorlemer-Lieser
August Freiherr von Schorlemer-Lieser (* 29. Januar 1885 in Bonn; † 31. August 1940 in Lieser) war ein deutscher Weingutbesitzer und Weinbauverbandspolitiker.

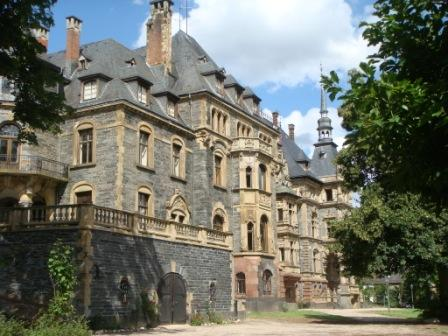
Schloss Lieser bei Bernkastel-Kues

## Genealogie
August Freiherr von Schorlemer-Lieser entstammte dem urwestfälischen katholischen Adelsgeschlecht Schorlemer. Sein einflussreicher Großvater war der als katholischer westfälischer Bauernkönig bekannte deutsche Politiker Burghard von Schorlemer-Alst, zeitweise einer der profiliertesten politischen Gegner Bismarcks. Sein Vater war der preußische Staatsbeamter Clemens Freiherr von Schorlemer-Lieser (1856–1922). Er heiratete 1880 die sehr wohlhabende Maria Puricelli (* 1. Februar 1855 Krefeld; † 1936), die einzige Tochter des Hüttenwerks-, Gaswerks-, Ritter- und Weingutsbesitzer Eduard Puricelli (1826–1893), die dessen Millionenvermögen erbte. Gemeinsam bauten seine Eltern die Villa von Eduard Puricelli zum Schloss Lieser aus und verwalteten die ererbten zahlreichen Weingüter an der Mosel und die Industriebeteiligungen seines Großvaters. Nach ihrem neuen Schloss nannten sich seine Eltern fortan von Schorlemer-Lieser. August hatte fünf Geschwister. Er war der älteste Sohn.

## Biographie
Nach dem Studium der Naturwissenschaften diente er im Ersten Weltkrieg als Offizier, in dem sein einziger, jüngerer Bruder Friedrich-Leo (1894–1915) als Leutnant getötet wurde. Nach Kriegsende 1918 nahm er bis 1922 Aufgaben bei der Bezirksregierung in Trier wahr. 1922 übernahm er nach dem Tod seines Vaters die Verwaltung der Weingüter der Familie und engagierte sich zugleich auch für den Berufsstand der Weingutsbesitzer und Weinbauern. Er wurde Vorsitzender des Steuerausschusses beim Winzerverband Mosel-Saar-Ruwer und ebenso beim Deutschen Weinbauverband. Auch wurde er Mitglied des Verbandes preußischer Weinbaugebiete und stellvertretender Vorsitzender des Deutschen Weinbauverbands. In diesen Verbänden war auch sein Verwandter Friedrich Christian Reichsgraf von Plettenberg (1882–1972) tätig. Er nahm auch den Vorsitz des Weinbauausschusses der Landwirtschaftskammer der Rheinprovinz wahr. 1924/25 vertrat er den Deutschen Weinbau in Paris bei den Nachkriegs-Wirtschaftsverhandlungen mit Frankreich. 1929 wurde er zum Präsidenten des Deutschen Weinbauverbandes gewählt. Diese Aufgabe hat er bis zur Eingliederung in den Reichsnährstand im Jahre 1934 wahrgenommen. Er wurde als ein sprachgewandter, äußerst liebenswürdiger Mensch beschrieben, der die Interessen des Deutschen Weinbaus bestens zu vertreten wusste.

## Eigene Familie
Verheiratet war er mit Maria Elisabeth Kirsch-Puricelli (* 13. September 1898; † N.N.). Sie war seine Cousine und Miterbin der Burg Reichenstein (Mittelrhein) bei Bingen. Mit dieser Heirat wurden zwei Familienzweige wieder vereint. Ihr Sohn Burghard Clemens Friedrich Freiherr von Schorlemer-Lieser (* 11. August 1925 auf Schloss Lieser) starb fünf Monate vor Kriegsende bei Kämpfen am 24. Dezember 1944 nahe Stuhlweißenburg (ungarisch Székesfehérvár) in Ungarn, vier Jahre nach seinem Vater.